# 24985 Benuri
24985 Benuri è un asteroide della fascia principale. Scoperto nel 1998, presenta un'orbita caratterizzata da un semiasse maggiore pari a 2,2204392 UA e da un'eccentricità di 0,0878227, inclinata di 6,55505° rispetto all'eclittica.